# Melolontha hippocastani
Espèce

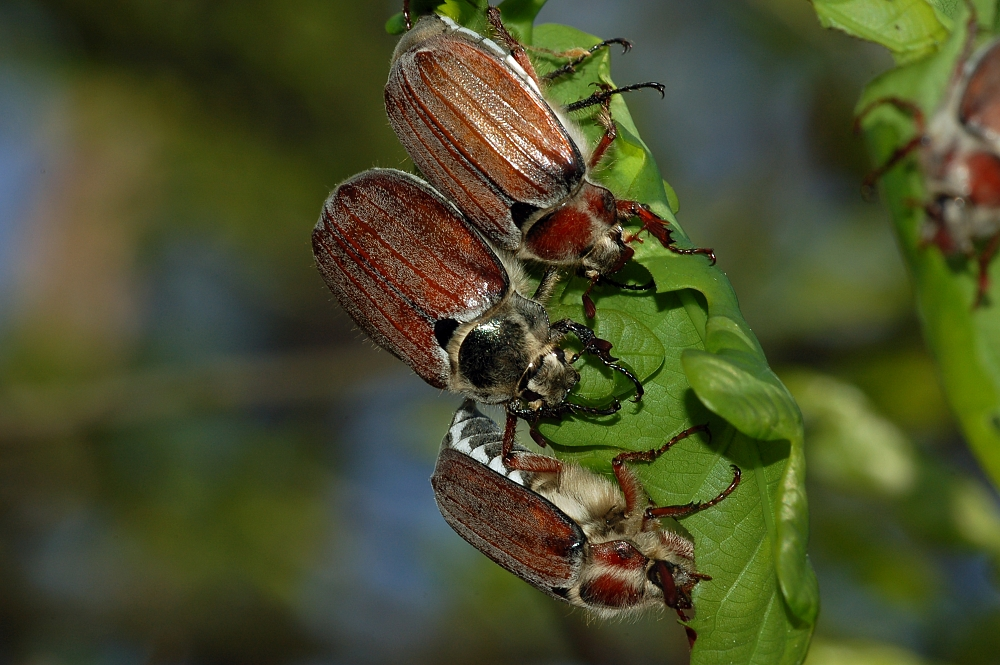
Le chêne est l'essence-hôte préférée des adultes, même si d'autres espèces sont fréquentées.
Ceux-ci peuvent défolier un chêne en quelques semaines. L'arbre reconstitue un feuillage dans la saison, mais le cerne de croissance de l'année sera plus fin.

Le hanneton forestier, Melolontha hippocastani, est une espèce d'insectes coléoptères de la famille des Scarabaeidae (anciennement des Melolonthidae), de la sous-famille des Melolonthinae. 

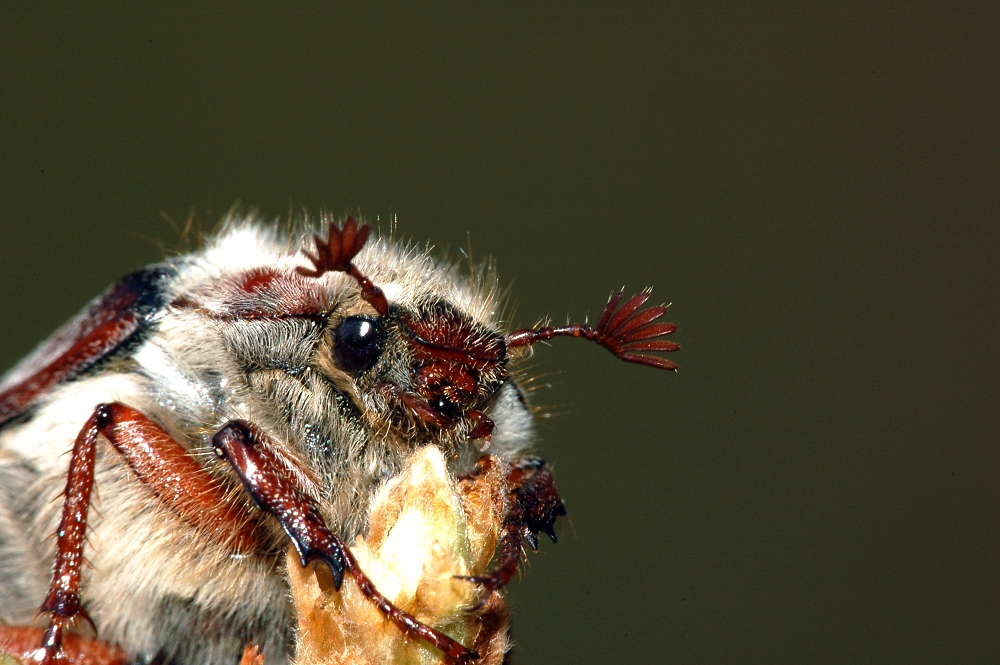
Détail du dessous de la tête.

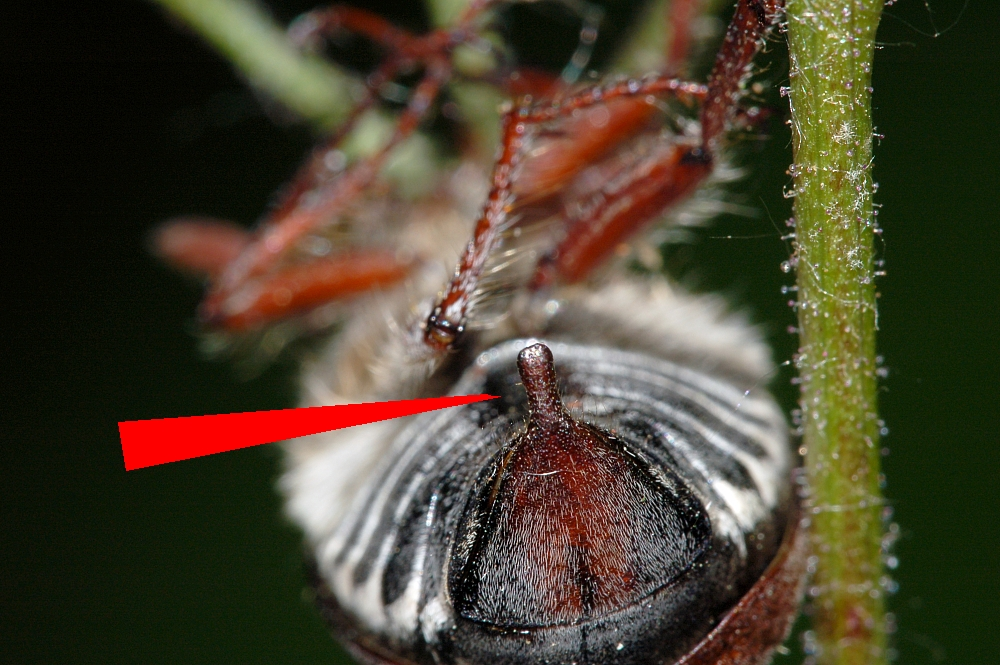
Détail du pygidium (extrémité de l'abdomen), plus court que celui du hanneton commun (espèce également trouvée en forêt), avec une forme de burin étroit, en pointe mais terminé par un renflement arrondi.

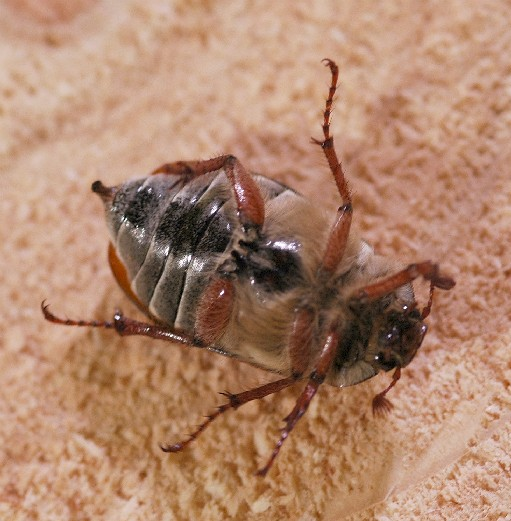
vue de la face ventrale

## Classification
Actuellement, la famille des Melolonthidae est généralement incluse dans la famille des Scarabaeidae.

## Description
Le hanneton forestier est entièrement brun vu de dessus. Il est un peu plus petit (20 à 25 mm) que le hanneton commun et plus rougeâtre. Ses massues antennaires en éventail sont un peu plus longues que la tête (avec l'« éventail » nettement plus grand chez le mâle). 

## Habitat
Il est nettement plus forestier que celui du hanneton commun, pour l'adulte, mais surtout pour sa larve. 
« Le  hanneton  forestier  est adapté à des conditions de milieux plus variées et il se maintient sans difficulté dans des sites à climats secs et aux sols sableux. Il pond plus souvent dans des milieux ouverts intra-forestiers au niveau de clairières ou de zones d'éclaircies ».
Son aire de répartition est plus vaste que celle du hanneton commun (en France et en Europe). 
Selon Joly (1975) et Schwenke (1974), il est réputé être tué par les hivers rigoureux mais supporte mieux que le hanneton commun les sols secs et sableux. Cependant dans les limites plus chaudes de son aire de répartition comme au sud-ouest de l'Europe, il préfère les zones plus humides ou fraiches (en Grèce et Turquie par exemple). La femelle pond préférentiellement dans des milieux intra-forestiers ouverts (clairières, coupes d'éclaircies, coupes rases). Cette espèce semble pouvoir se croiser avec le hanneton commun. Les femelles peuvent pondre à deux reprises. Il coexiste avec le hanneton commun sur les écotones que sont les lisières forestières.  Il se limite habituellement aux lisières forestières.

## Distribution
Ce hanneton est comme son nom l'indique typiquement forestier en ce qui concerne les adultes, mais les larves sont plutôt trouvées sur les lisières et à leurs abords ou dans les clairières des régions paléarctiques. 

## Biologie
Dans les milieux et climats qui lui conviennent, il est susceptible de pulluler, selon un cycle plus ou moins régulier de 3 ans.
Alimentation : l'adulte est très polyphage ; il choisit plutôt les chênes, mais peut aussi consommer les feuilles de l’érable, charme, hêtre. Le châtaignier, le marronnier, les saules, les peupliers, les bouleaux et les noisetiers sont plus rarement consommés. Par contre si les feuilles de mélèze sont mangées, les feuilles (aiguilles) de résineux sont épargnées. Les futaies de chênes ont un pouvoir attractif important pour les hannetons adultes.
Les larves sont encore plus polyphages que les adultes ; elles recherchent les rhizomes d’herbacées riches en substances nutritives puis les radicelles et jeunes racines de plantes ligneuses feuillues ou résineuses.

## Parasites du hanneton forestier
Ils sont nombreux et ont été trouvés à tous les stades de développement, de l’œuf à l’adulte ;

Le hanneton est souvent trouvé parasité par 
- des nématodes [1] ;
- des protozoaires [1] ;
- des bactéries [1] ;
- des champignons entomopathogènes dont notamment des Beauveria (Beauveria brognartii principalement). Ces espèces traversent la cuticule des larves puis leur mycélium envahit le corps de l'insecte et tue la larve ou la nymphe et parfois l’adulte. La longue période de vie souterraine de la larve favorise ce type d’infection [1] ;
- des insectes (un peu moins souvent) ;  les parasites sont alors souvent des hyménoptères ou des diptères (tachinaires) qui pondent leurs œufs dans les larves ou nymphes de hannetons[1].

Tous ces parasites sont relativement connus car ont été des pistes utilisées au XIXe siècle pour la lutte biologique contre les « vers blancs » qui faisaient d’importants dégâts dans certaines cultures et sur les jeunes arbres ou plants.